# Khāneqāh Jūjū
Khāneqāh Jūjū (persiska: خَنجِه, خانگِه, خانقاه جوجو) är en ort i Iran.   Den ligger i provinsen Kurdistan, i den nordvästra delen av landet, 400 km väster om huvudstaden Teheran. Khāneqāh Jūjū ligger 1 462 meter över havet och antalet invånare är 111.
Terrängen runt Khāneqāh Jūjū är kuperad åt nordost, men åt sydväst är den bergig. Khāneqāh Jūjū ligger nere i en dal. Runt Khāneqāh Jūjū är det ganska tätbefolkat, med 60 invånare per kvadratkilometer. Närmaste större samhälle är Sarvābād, 16,7 km väster om Khāneqāh Jūjū. Trakten runt Khāneqāh Jūjū består i huvudsak av gräsmarker.